# Mira (filme)
Mira é um filme curta-metragem do gênero ficção, lançado em 2009, escrito e dirigido por Gregório Graziosi, com produção de Juliana Martelotta pela Fundação Armando Alvares Penteado (FAAP), com patrocínio da Petrobrás.
Indicado para a categoria de melhor filme no Festival Locarno 2009 e também ao 20º Festival Internacional de Curtas-Metragens de São Paulo, entre os 54 títulos da Mostra Brasil.

## Sinopse
Produção em preto e branco que tem como significado o vazio, mostrando a procura de um fotógrafo (Júlio Andrade) por Antonioni na arquitetura de Oscar Niemeyer.

## Elenco
- Júlio Andrade... Fotógrafo
- Tainá Müller... Namorada do Fotógrafo
- Aleph Del Moral
- Ricardo Bertran
- José Menezes
- Ricardo Namor
- André Namor
- Grazielle

## Premiações e indicações
20º Festival Internacional de Curtas-Metragens de São Paulo 2009
- Melhor Filme (indicado)

Festival Locarno 2009
- Melhor Interpretação Feminina (Tainá Muller) (indicado)
- Melhor Filme (indicado)